# 大花蛇鰻
大花蛇鰻（学名：Myrichthys magnificus）為輻鰭魚綱鰻鱺目糯鰻亞目蛇鰻科的其中一種，分布於中東太平洋區，包括夏威夷群島、中途島、強斯頓環礁、背風群島等海域，棲息深度1-262公尺，本魚體細長，體色黃色，具有棕褐色大小不一的斑點，體長可達78公分，棲息在礁石區海域，為底棲性魚類，屬肉食性。
其种加词“Magnificus ”意为“极好的”、“华丽的”。